# Alberto Benavides Mora
Alberto Benavides Mora, né à San Juan de Pasto (Nariño), est un anthropologue, professeur d'université et homme politique colombien, sénateur depuis janvier 2023.
Anthropologue spécialisé dans les luttes sociales des minorités ethniques et autochtones de Colombie, il est également un dirigeant social impliqué dans les luttes sociales. Il est vice-président du PDA, dirigeant d'une tendance interne, il accède au Sénat en 2023.
En mars 2025, il est élu président du Pôle démocratique alternatif et le mène à la fusion du Pacte historique en un parti unique.

## Biographie

### Études et parcours d'anthropologue
Alberto Benavides Mora est né à San Juan de Pasto. Il est diplômé d'une maitrise en études latino-américaines de Sorbonne-Université et titulaire d'un doctorat en sciences anthropologiques de l'Université autonome métropolitaine du Mexique.
Il devient ensuite professeur d'université et chercheur en anthropologie à l'Université Externado de Colombie. Il est également impliqué dans les luttes sociales,.
Au sein de son travail d'anthropologue, il étudie les relations de pouvoir entre les territoires et la configuration régionale, axé sur la capacité de mobilisation sociale. Il étudie les connaissances et forme de luttes des paysans, peuples indigènes et de la communauté des afro-Colombiens pour vaincre les inégalités et les dominations,. 
Il étudie également les conflits socio-politiques, la capacité d'appropriation de la mémoire historique du conflit et ses conséquences, les processus locaux pour la paix. Il est rédacteur et co-coordinateur d'un rapport mémoriel sur les autochtones en Colombie,.
Il fut conseiller et consultant auprès du ministère de la Culture, de l'Institut colombien de développement rural, du Haut-Commissariat pour la paix en Colombie, de la Banque interaméricaine de développement et de l'Organisation des États américains,.

### Parcours politique

#### Militant du PDA et candidatures sénatoriales en 2014 et 2018
Il est un militant du Pôle démocratique alternatif. Au sein du parti, il est réputé comme proche du parlementaire Wilson Arias (es). 
Lors des élections législatives de 2014, il est candidat au Sénat, mais il n'est pas élu. En 2018, il est à nouveau candidat au Sénat lors des élections législatives avec le Pôle démocratique alternatif,, mais il n'est à nouveau pas élu.

#### Élection à la vice-présidence du PDA et sénateur
En novembre et décembre 2021, il mène la campagne pour le Ve congrès du Pôle démocratique alternatif. En interne, il est l'un des dirigeants de la tendance « Fuerza Comun » et devient membre du Bureau national à l'issue des élections internes.
Le 11 février 2022, le jour de la convocation du Ve congrès, il est élu vice-président du Pôle démocratique alternatif.
Le 11 janvier 2023, il prête serment en tant que sénateur devant le président Roy Barreras (es). En tant que candidat à la place n°21 sur la liste fermée du Pacte historique, il remplace l'ancien sénateur Gustavo Bolívar (es), candidat à la mairie de Bogota.